# Astronomischer Arbeitskreis Salzkammergut
Der Astronomische Arbeitskreis Salzkammergut ist mit über 500 Mitgliedern einer der größten Astronomievereine im deutschsprachigen Raum und nach dem ÖAV (700 Mitglieder) der zweitgrößte in Österreich. 
Er wurde 1980 von einigen Amateurastronomen um Erwin Filimon gegründet und errichtete wenig später eine kleine Vereinssternwarte am 850 m hohen Gahberg östlich des Attersees. Wegen der raschen Zunahme an Mitgliedern erhielt sie bald eine zweie Sternwartekuppel. Mittlerweile sind es vier Kuppeln, darunter eine Gästesternwarte mit einem 20-cm-Refraktor. Zusätzlich gibt es kleine Beobachtungsplattformen zum Aufstellen von eigenen Teleskopen der Mitglieder.
Der Arbeitskreis hat sich in den letzten Jahrzehnten auf die Astrofotografie spezialisiert und macht dafür jährliche Workshops (siehe auch die ÖTA-Amateurtagungen). 
Mehrmals im Jahr erscheint die Vereinszeitung Astro-Info (im Druck oder digital). Neben einer Vorschau auf Himmelsereignisse bringt sie ausgewählte Astrofotos der aktivsten Mitglieder und auch Aufnahmen einer lokalen Meteorkamera. 